# Chapelle Notre-Dame de Vers-la-Ville
La chapelle Notre-Dame est une chapelle située à Annot, en France.

## Description
La chapelle a été construite sur une petite plate-forme devant un éboulis de grès. Située sur les hauteurs de la montagne par rapport à la situation du vieux-bourg actuel, situé pour sa part sur une colline au milieu de la vallée, la chapelle a été construite au milieu d'habitats appuyés sur d'énormes blocs de grès. Un ex-voto peint date du XVIIIe siècle et a été classé. Il faut aussi remarquer le tableau de l’Annonciation, classé, qui, lui, date de 1656.

## Localisation
La chapelle est située sur la commune d'Annot, dans le département français des Alpes-de-Haute-Provence.

## Historique
La chapelle a été bâtie entre la fin du XIIe et le début du XIIIe siècle.
L'édifice est inscrit au titre des monuments historiques en 1967.